# روکیتووتس
روکیتووتس (به لاتین: Rokytovec) یک منطقهٔ مسکونی در جمهوری چک است که در ناحیه ملادا بولسلاو واقع شده‌است.